# Oddział Polskiego Towarzystwa Ludoznawczego w Opolu
Oddział Polskiego Towarzystwa Ludoznawczego w Opolu – powstał 2 grudnia 1955 r. Prezesem Oddziału w Opolu był Kazimierz Różanowski, a od maja 1972 r. Stanisław Michalak. Siedziba Oddziału znajdowała się przy Małym Rynku nr 7, w budynku Muzeum Śląska Opolskiego. Posiedzenia Zarządu oraz Walne Zgromadzenia odbywały się w budynku Archiwum Państwowego w Opolu. Działalność Oddziału koncentrowała się wokół zbierania materiałów dotyczących kultury i sztuki ludowej, folkloru muzycznego na Śląsku, pieśni i wspomnień powstańczych. Członkowie towarzystwa wygłaszali referaty, corocznie przygotowywali Dni Ludowej Twórczości Artystycznej na Śląsku Opolskim (od 1962 r.), brali udział w konferencjach popularnonaukowych, współpracowali z Towarzystwem Rozwoju Ziem Zachodnich, Towarzystwem Przyjaciół Opola, Towarzystwem Wiedzy Powszechnej, Muzeum Śląska Opolskiego, Towarzystwem Archeologicznym. Obecnie Towarzystwo działa na podstawie statutu uchwalonego na 75 Walnym Zgromadzeniu Delegatów w Ciechanowie we wrześniu 1999 r., a jego celem statutowym jest „...kształtowanie warunków do pogłębiania i rozwijania ludoznawczych (etnograficznych) zainteresowań swoich członków, popierania rozwoju tej wiedzy oraz jej krzewienia i popularyzacji wśród ogółu społeczeństwa.”